# Komarna
Komarna je vesnice v Chorvatsku, v Dubrovnicko-neretvanské župě, v opčině Slivno v Dalmácii. V roce 2011 zde žilo 167 obyvatel.

## Poloha
Vesnice je situována mezi Dubrovníkem a Splitem, 3 km od Kleku a 7 km jižně od řeky Neretva.

## Ekonomika
Původně se obyvatelé zabývali především rybolovem, v současnosti především turismem a také zemědělstvím.